# ازدواج ضريبي
الازدواج الضريبي هو فرض أكثر من ضريبة على نفس رأس المال أو الدخل، وقد أبرمت العديد من الدول اتفاقيات اقتصادية فيما بينها، ويمكن تقسيمها إلى اتفاقيات ثنائية واتفاقيات متعددة الأطراف، وكلها نتيجة لمجموعة من الإكراهات التي تحيط كل الاقتصادات الناشئة وحتى القوية، من بينها بعض (الاتفاقيات) المكملة على راسها المتعلقة بالضرائب خاصة الإعفاء الضريبي أو الازدواج الضريبي نظرا لارتفاع نسبة الإحصائيات لهذه الأخيرة عملت مجموعة العشرين على وضع قائمة للبلدان التي تتهمها بأنها ملاذات ضريبية، ويجب على كل دولة ان توقع إتفاقيات لمنع الازدواج الضريبي ليتم شطبها من القائمة الرمادية التي وضعتها دول مجموعة العشرين.